# 20673 Janelle
20673 Janelle (1999 VW) là một tiểu hành tinh vành đai chính được phát hiện ngày 3 tháng 11 năm 1999 bởi G. Bell ở Farpoint Observatory. Nó được đặt tên cho Janelle Burgardt (sinh năm 1954).